# سید محمود نکوزاد
 سیدمحمود نکوزاد سیاست‌مدار ایرانی بود، که در  دوره بیست و یکم  بعنوان نماینده خرم‌آباد در مجلس شورای ملی حضور داشت.